# Noel Murphy
Noel Arthur Augustine Murphy (Cork, 22 febbraio 1937) è un ex rugbista a 15, allenatore di rugby a 15 e dirigente sportivo irlandese, già terza linea ala della provincia di Munster e internazionale, oltre che per l'Irlanda, anche per i British Lions; di tali tre formazioni fu anche allenatore una volta smessa l'attività agonistica.
Ha ricoperto successivamente le cariche di presidente del Cork Constitution, club della sua città natale, di team manager della nazionale irlandese e di presidente della federazione.

## Biografia
Figlio d'arte (suo padre, Noel Sr., fu internazionale irlandese negli anni venti e trenta), crebbe nel Cork Constitution con cui vinse 8 Munster Senior League e rappresentò 30 volte la provincia di Leinster tra il 1956 e il 1969 vincendo 6 titoli di campione interprovinciale irlandese.
Debuttò in nazionale a gennaio 1958 in occasione di un tour australiano in Europa; contro gli Wallabies a Dublino fu una vittoria 9-3.
Furono 41 in totale le presenze per l'Irlanda.
Nel 1959 fu convocato nella selezione interbritannica dei British Lions per il suo tour in Australia e Nuova Zelanda; il suo primo test match con i Lions fu a Sydney il 13 giugno 1959 contro l'Australia.
Furono due le spedizioni dei Lions cui Murphy prese parte; dopo quella summenzionata, anche quella del 1966, ancora in Australasia.
Dopo il ritiro avvenuto nel 1970 divenne allenatore (e poi presidente) del suo club originario, il Cork Constitution per poi assumere la guida della provincia di Munster e della Nazionale irlandese tra il 1977 e il 1980.
Nel 1980 tornò nei British Lions in veste da allenatore-capo in occasione del tour in Sudafrica.
Successivamente Murphy divenne presidente della provincia di Munster e, tra il 1996 e il 1999, della Federazione irlandese, con incarico di delegato presso il consiglio direttivo dell'International Rugby Board.
Suo figlio Kenny fu anch'egli internazionale per l'Irlanda, facendo così diventare la sua famiglia la prima nel rugby ad avere tre generazioni consecutive ad avere rappresentato il proprio Paese a livello di test match.

## Palmarès

### Giocatore
- Campionati interprovinciali irlandesi: 6
Munster: 1956-57, 1958-59, 1960-61, 1961-62, 1963-64, 1964-65

### Allenatore
- Campionati interprovinciali irlandesi: 2
Munster: 1977-78, 1978-79